# Mahmoud Sattari
Mahmoud Sattari (en persa: محمود ستاری‎; 22 de febrero de 1991 en Karaj) es un kickboxer Iraní de Muay Thai que reside en Japón. Es un antiguo miembro del equipo nacional de Irán. Sattari tiene actualmente un contrato con la Organización K-1.

## Biografía
Sattari empezó a practicar kickboxing a los seis años. Tiene varios campeonatos nacionales en la categoría juvenil hasta adultos. La medalla de plata en juegos Asiáticos de Playa de 2014 y la medalla de oro en los Juegos Asiáticos de Pista Cubierta y Artes Marciales de 2017 son algunos de sus logros en Muay Thai amateur. Sattari también participó en los Campeonatos del Mundo de Muaythai IFMA 2016 en Jönköping y en los Campeonatos del Mundo de Muaythai WAKO 2017 en Budapest. and the 2017 WAKO World Muaythai Championships in Budapest
Sattari emigró a Japón en 2020 para participar en las ligas mundiales profesionales. El 17 de octubre de 2020, logró presentarse al derrotar a Seiya Tanigawa en la Organización Krush. El 25 de noviembre de 2020, ganó el título del Campeonato de Peso Pesado de M-1. El 21 de marzo de 2021, derrotó a Hisaki Kato en el segundo asalto en la organización Krush.
El 24 de octubre de 2021, Sattari ganó el título mundial de peso crucero de la organización Krush en el torneo Grand Prix al eliminar a Rui Hanazawa y Seiya Tanigawa en la primera ronda.

## Logros

### Amateur
- Juegos Asiáticos de Playa:
  -  Juegos Asiáticos de Playa 2014 - Phuket (-81 kg)[24]
- Juegos Asiáticos de Pista Cubierta y Artes Marciales:
  -  Juegos Asiáticos de Pista Cubierta y Artes Marciales 2017 - Asjabad (-81 kg)[25][26][27]

### Profesional
- M-1 Weerasakreck Muay Thai:
  - 2020 M-1 Heavyweight Champion[28]
- Krush:
  - 2021 Campeón de peso crucero Krush (-90 kg) (Una defensa exitosa)[29] (One successful defense)

## Récord
| 113 Victorias (22 (T)KO's), 10 Derrotas, 0 Emptes |           |                |                  |                              |        |        |
| Fecha                                             | Resultado | Rival          | Evento           | Final                        | Asalto | Tiempo |
| 2021-12-18                                        | Victoria  | Animal Koji    | Krush 132        | KO (gancho izquierdo)        | 1      | 0:30   |
| 2021-07-24                                        | Victoria  | Seiya Tanigawa | Krush 127        | TKO (gancho derecho)         | 1      | 2:44   |
| 2021-07-24                                        | Victoria  | Rui Hanazawa   | Krush 127        | TKO (gancho derecho)         | 1      | 2:14   |
| 2021-03-21                                        | Victoria  | Hisaki Kato    | K'FESTA 4: Day 1 | TKO (rodilla y puñetazos)    | 2      | 0:26   |
| 2020-11-28                                        | Victoria  | Kenta Mori     | KODO-THE MOVE    | TKO (regla de tres derribos) | 1      | 1:43   |
| 2020-10-17                                        | Victoria  | Seiya Tanigawa | Krush 118        | TKO (gancho derecho)         | 2      | 2:44   |